# Motorno vozilo
Motorno vozilo je svako vozilo koje se pokreće snagom vlastitog motora, osim vozila koja se kreću po tračnicama.